# 皇家统计学会
皇家统计学会 (英語：Royal Statistical Society) 是位于英国伊斯林頓倫敦自治市的一个统计学会。

## 历史

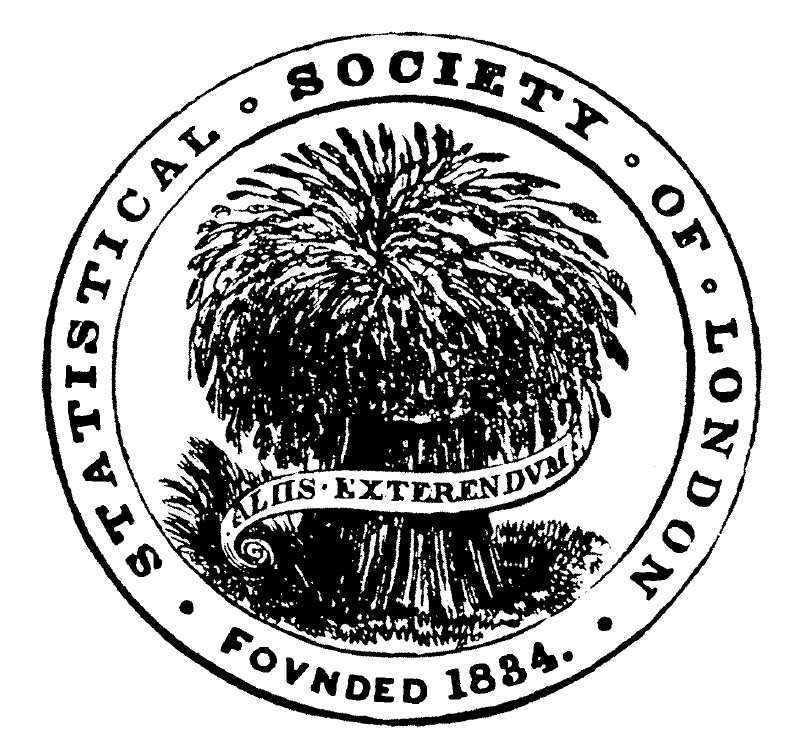
伦敦统计学会时期，早期标志 Aliis exterendum

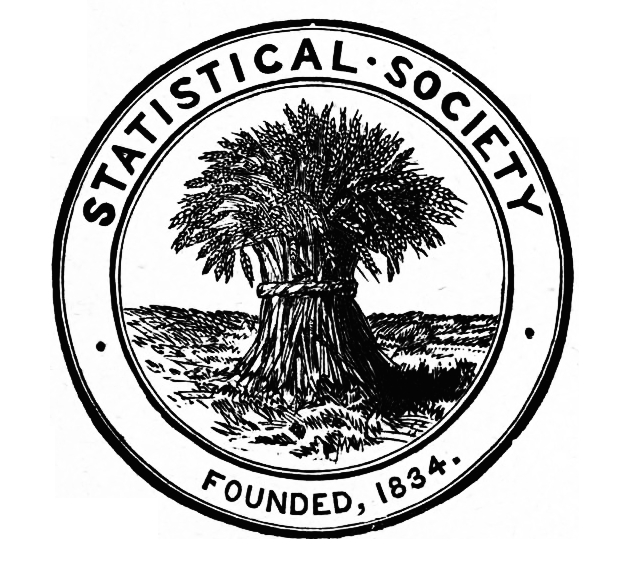
皇家统计学会时期，晚期标志

学会成立于1834年，最初叫做伦敦统计学会。在当时英国有许多省级的统计学会，但大多数并未幸存至今。但曼彻斯特统计学会是个例外，它成立时间比皇家统计学会还要早。 早期的箴言和标志是Aliis Exterendum，后来逐渐变成后期标志， 这比将数学纳入统计学范畴早了几十年。1887年学会获得皇家特许状。

## 主要人物
创始人包括查尔斯·巴贝奇，朗伯·阿道夫·雅克·凯特勒，威廉·惠威尔和托马斯·罗伯特·马尔萨斯。其中弗罗伦斯·南丁格尔1858年成为会员，也是第一位女性会员。学会较为出名的会长还包括威廉·贝弗里奇，罗纳德·艾尔默·费希尔，哈罗德·威尔逊和戴维·科克斯。

## 学会奖章
1892年皇家统计学会开始颁发统计学领域奖项盖伊奖章，每三年一次，分为金质奖章、银质奖章和铜质奖章。

### 视频剪辑
- YouTube上的RoyalStatSoc頻道